# Babycakes
Babycakes (titre original : Babycakes) est un roman de l'auteur américain Armistead Maupin appartenant à la série des Chroniques de San Francisco. Publié en 1984 dans sa version originale, c'est le quatrième tome d'un feuilleton littéraire qui, depuis 2015, en compte neuf. La première traduction française est parue aux éditions Passage du Marais en 1997.
Tout comme les tomes précédents, Babycakes raconte la vie quotidienne et l'intimité d'une galerie de personnages vivant dans la ville californienne de San Francisco. Cette fois, l'action se déroule en 1983 et traite largement de l'arrivée et de la propagation du SIDA. Selon son auteur, Babycakes est ainsi l'un des premiers travaux de fiction à évoquer ouvertement cette maladie.

## Personnages
Si de nombreux personnages apparaissent dans Babycakes, certains d'entre eux comme DeDe Halcyon ou Prue Giroux n'y font que quelques apparitions et ne seront pas répertoriés dans la liste suivante. 

### Déjà connus

#### Anna Madrigal
Anna est la logeuse qui possède les appartements du 28, Barbary Lane. Elle est une figure centrale autour de laquelle se regroupent tous les occupants de la maison (dont Mary Ann, Michael et Brian), formant selon ses termes une « famille ». Elle cultive ses propres plans d'herbes auxquels elle donne les noms de célébrités qu'elle affectionne et a pour habitude de laisser un joint collé sur la porte de chaque nouvel arrivant qu'elle héberge. Anna Madrigal entretient aussi un lien de parenté biologique avec Mona Ramsey, l'une de ses anciennes locataires partie vivre à Seattle.

#### Mary Ann Singleton
Personnage principal des premiers tomes des Chroniques de San Francisco, Mary Ann est devenue l'une des journalistes vedettes de la station de télévision locale de la ville. Elle est mariée à Brian Hawkins et entretient une amitié forte avec Michael Tolliver qu'elle a rencontré dans un supermarché en 1976 et à qui elle doit le surnom de « Babycakes ».

#### Michael « Mouse » Tolliver
En couple avec le docteur Jon Fielding qu'il a rencontré dans une patinoire, Michael tient une pépinière en compagnie de son ami Ned. Ouvert, drôle et généreux, « Mouse » initie Mary-Ann à la vie et aux plaisirs de San-Francisco dans les premiers tomes de la série. Il est également proche de Mona, la seconde personne qu'il gratifie du surnom de « Babycakes ».

#### Brian Hawkins
L'ancien voisin coureur de jupons de Mary-Ann est devenu son mari. Il est resté serveur chez Perry depuis les années 1970 mais perd son travail dans Babycakes après s'être trop souvent battu avec son collègue Jerry « le minet ». Son désir le plus cher est de fonder une famille.

### Nouveaux arrivants

#### Simon Bardill
Ancien lieutenant de la marine royale anglaise, il s'exile à San-Francisco au début de Babycakes. On sait peu de choses sur son passé et notamment sur sa famille, ses parents sont décédés et il reste évasif lorsque ce sujet est évoqué. Il possède une ressemblance physique frappante avec Brian.

#### Wilfred
Wilfred vit à Londres au 44 Colville Crescent. Le jeune homme au style excentrique et son père alcoolique squattent l'appartement situé au-dessus de celui de Simon. Wilfred provoque une rencontre avec Michael, en visite en Angleterre, et finit par en devenir l'ami après l'avoir suivi dans un bar gay.

## Résumé

### Une aventure européenne
Pour la première fois avec Babycakes, la trame des Chroniques de San Francisco quitte en grande partie le sol américain pour fouler celui de l'Angleterre. Le roman s'ouvre sur la visite, bien réelle de la reine Élisabeth II à San-Francisco en 1983. Couvrant l'évènement pour sa chaîne de télévision, Mary Ann y croise Simon Bardill, un lieutenant déserteur du yacht royal Britannia avec qui elle se lie d'amitié. Simon fait alors connaissance avec les locataires du 28 Barbary Lane et leur propose, pour un mois, d'échanger un de leurs appartements contre son pied à terre londonien.
Sous la pression de Mary Ann et avec l'aide financière d'Anna, Michael se décide à partir pour Londres. Il espère ainsi se changer les idées et retrouver la ville où il a fait son « coming out » seize ans plus tôt. D'abord perdu en découvrant un appartement miteux, il trouve vite ses marques grâce à l'étonnante Miss Treves, nourrice de Simon reconvertie dans la manucure.
Michael se tourne vers son passé, essayant en pure perte de retrouver son premier amant britannique et la famille d'accueil qui l'avait hébergé en 1967. C'est alors qu'il croise la route de Wilfred, un jeune homosexuel d'origine aborigène, mais également celle de son amie Mona Ramsey partie vivre à Seattle au début des années 1980 et dont il avait perdu la trace. Pourtant la jeune femme le fuit, Michael se lance donc à sa poursuite en compagnie de Wilfred, tentant à la fois de comprendre son changement radical d'apparence et sa présence mystérieuse à Londres.

### Une chronique des « années sida »

#### La mort de Jon Fielding
Le thème de la maladie est omniprésent dès les premières pages du roman: le lecteur y découvre abruptement la mort du compagnon de Michael, le gynécologue Jon Fielding, survenue trois mois avant l'action de Babycakes. Plus tard, « Mouse » décrit ce décès à Wilfred comme un processus long et douloureux renvoyant à celui de sa propre maladie découverte par le lecteur à la fin des Autres chroniques de San Francisco.
Enterré sous une plaque de bronze dans le jardin du 28 Barbary Lane, Jon reste donc bien présent dans le roman et le sujet de sa mort récente demeure un élément douloureux régulièrement évoqué ou suggéré par l'ensemble des personnages fréquentant la maison.

#### La peur de la maladie
Le SIDA est rarement cité clairement dans Babycakes mais transparaît au travers des comportements induits par la crainte qu'il provoque. C'est donc tout naturellement que les amis de Michael discutent du préservatif lors d'un voyage dans la vallée de la Mort ou que Ned, son associé, lui adresse cinq « capotes » dans une enveloppe avant son départ pour Londres ce qu'il semble bien accepter mais qui choque momentanément Mary-Ann.
Dans Babycakes, la peur du SIDA fait aussi l'objet d'un phénomène de marchandisation qui contribue à marginaliser les malades puisque l'on y vend par correspondance des bagues et des pendentifs arborant la mention JE SUIS SAFE.

#### D'un côté de l'atlantique, les discriminations...
À San-Francisco, le SIDA se manifeste aussi par les difficultés et discriminations qu'il entraîne. Michael se les remémore à la sortie de la permanence téléphonique qu'il assure pour SOS-Sida :
« Il avait déjà passé cinq heures à parler à des mecs qui avaient été plaqués par leur copain, jetés dehors par leur propriétaire ou refusés dans les hôpitaux de la ville ».
Brian constate, lui, que l'idée de la maladie reste associée à la population homosexuelle et qu'elle se mêle à des insultes homophobes. Ainsi, un autre serveur l'interpelle alors qu'il vient de manger une frite dans l'assiette d'un de ses clients :
« C'est l'assiette d'une pédale, andouille. Maintenant, tes jours sont comptés ! »

#### ... De l'autre, l'indifférence
Face à ces réactions violentes, la méconnaissance de la maladie en Europe offre un contraste flagrant. Lorsque Michael parle de la mort de Jon à Wilfried, celui-ci ne sait pas ce qu'est le SIDA à propos duquel il a simplement lu un jour un papier. Cette réaction semble logique puisqu'aucune véritable saisie politique de la question du SIDA n'apparaîtra, notamment en France, avant la fin des années 1980.

### La « grande question »
Le roman évoque aussi la thématique de l'enfantement et les difficultés qu'il peut faire naître dans un couple. Alors que Brian désire plus que tout être père, Mary Ann n'ose lui avouer qu'il est stérile ce qu'elle sait après avoir fait tester son sperme sans le lui dire. L'ensemble de la partie américaine de l'intrigue se concentre donc autour des stratégies déployées par Mary-Ann, d'abord pour éviter que la « grande question » de l'enfant ne revienne dans la bouche de Brian, plus tard pour tenter de satisfaire ce désir à n'importe quel prix. Cette situation de non-dit créé sans cesse des tensions entre les deux époux qui entraînent le renvoi de Brian, rendu nerveux par sa jalousie envers Simon.
La situation est d'autant plus difficile à supporter pour Mary Ann que son ancienne amie de lycée Connie Bradshaw, elle-même enceinte de père inconnu, tente sans cesse de la convaincre de faire une insémination artificielle (ce qu'elle refuse). Le couple a la même conception de l'enfant: il ne peut naître que d'un acte d'amour sincère.

Au-delà de ces péripéties, Babycakes traite de la parentalité dans un sens large au travers du secret qui entoure la famille de Simon, du lien qui unit Mona à Anna et de la relation entre Wilfred et son père violent.